# SV Cannstatt

Logo des SV Cannstatt

Der SV Cannstatt (offiziell Schwimmverein Cannstatt 1898 e. V.) ist ein Sportverein aus dem Stuttgarter Stadtbezirk Bad Cannstatt. Er hat neben der Schwimm- und Paraschwimm- auch eine Wasserballabteilung.

## Verein
Der Verein wurde 1898 gegründet und hat rund 1500 Mitglieder. Er ist damit der größte Verein für Schwimmen, Paraschwimmen und Wasserball in Baden-Württemberg. In allen Bereichen betreibt der Verein sowohl Spitzen- als auch Breitensport. Das vereinseigene Schwimmbad ist das Mombachbad in Bad Cannstatt.

## Schwimmen
Die ersten großen – und bis heute auch größten – Erfolge des SV Cannstatt im Bereich Schwimmen erzielte Otto Fahr. Er stellte 1912 Weltrekorde über 100 und 200 Meter Rücken auf. Der Weltrekord über 200 Meter hatte über 14 Jahre Bestand. Bei den Olympischen Spielen in Stockholm 1912 errang Fahr über 100 m Rücken die Silbermedaille.

## Wasserball

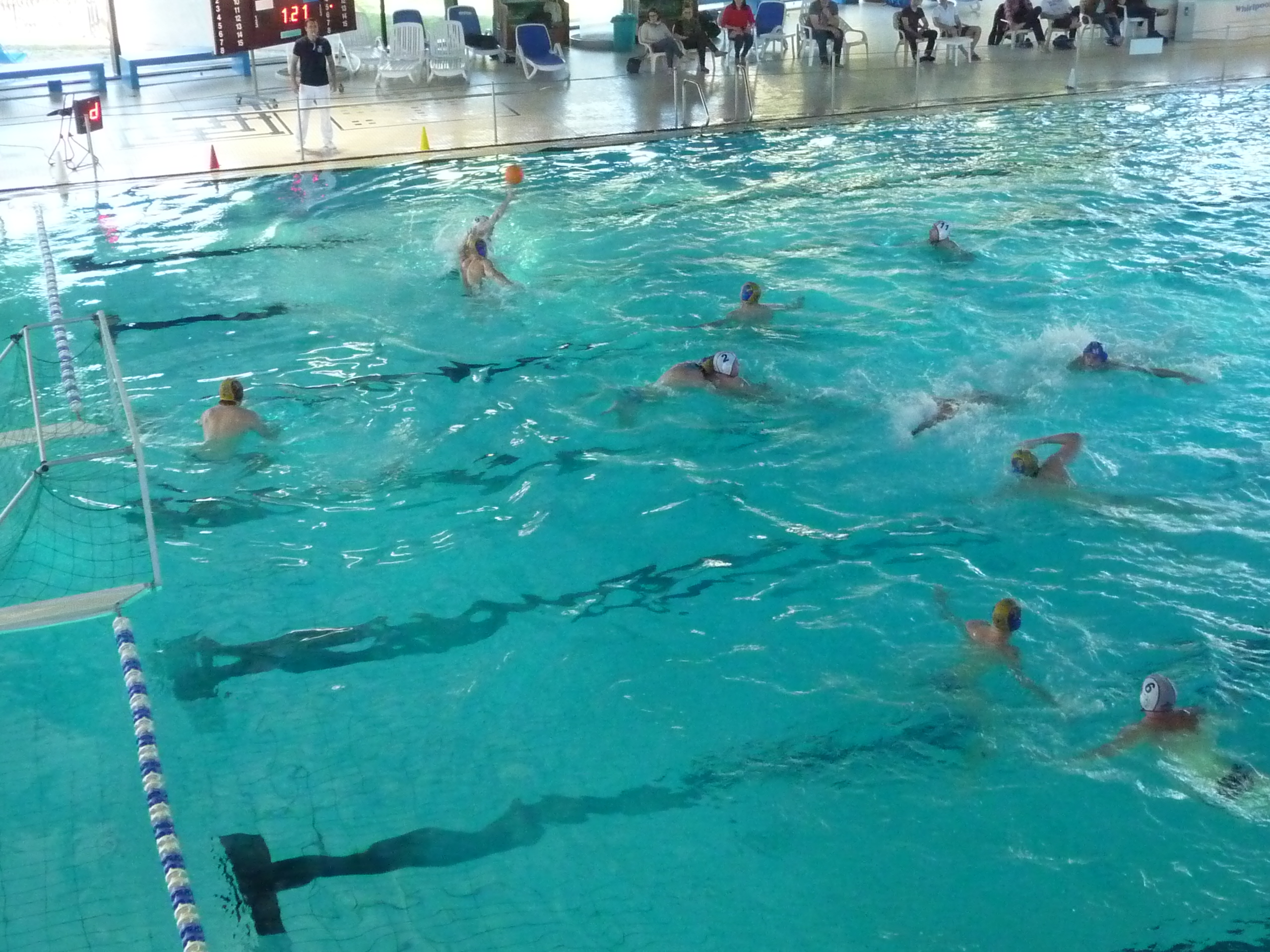
Heimspiel gegen SVV Plauen am 15. April 2015 in Sindelfingen, Cannstatt mit weißen Badekappen

Der SV Cannstatt gehört beim Wasserball zu den Traditionsvereinen der Bundesliga und wurde 1973 Deutscher Pokalsieger.
In den Jahren 2005 und 2006 stellte der SVC mit sechs Nationalspielern den größten Vereinsblock im Team von Bundestrainer Hagen Stamm. In der Saison 2005/06 wurde der SV Cannstatt nach einem 3:2-Sieg in den Best of five ausgetragenen Play-offs gegen die Wasserfreunde Spandau 04 erstmals Deutscher Meister. Zuvor hatten die Spandauer zwölf Mal in Folge den Deutschen Meistertitel errungen. Drei Wochen nach dem Gewinn der Deutschen Meisterschaft kündigte der SV Cannstatt an, seine Mannschaft aus der Bundesliga zurückzuziehen, da im Etat für die kommende Saison 150.000 Euro fehlten. Den Spielern wurde schon zuvor, als Probleme absehbar waren, gestattet, sich neue Vereine zu suchen. Der Verein förderte nun intensiv den Wasserballer-Nachwuchs.
Nachdem sich der SV Cannstatt aus der Deutschen Wasserball-Liga (DWL) zurückgezogen hatte und in der Baden-Württembergischen Oberliga antrat, gelang bereits in der ersten Saison der Aufstieg in die 2. Wasserball-Liga Süd. Dort wurde das Team in der Saison 2007/08 auf Anhieb Meister, verzichtete aber auf die Teilnahme am Aufstiegsturnier zur DWL. In der Saison 2008/09 konnte der Verein diesen Erfolg in der zweiten Wasserball-Liga Süd wiederholen. Beim Aufstiegsturnier zur Deutschen Wasserball-Liga am 18./19. Juli 2009 in Duisburg konnte sich der SV Cannstatt gegen die Mannschaften des Duisburger SV 98, SVV Plauen und der SpVg Laatzen durchsetzen und damit in die DWL (Gruppe B) zurückkehren.
Am 27. April 2012 schaffte der SV Cannstatt den Wiederaufstieg in die leistungsstärkere A-Gruppe der Deutschen Wasserball-Liga. Er bezwang den SV Würzburg 05 in vier Play-off-Spielen und kehrte damit erstmals seit der Meistersaison 2006 wieder in die höchste deutsche Spielklasse zurück. In der Saison 2014/15 stieg der Klub wieder in die B-Gruppe und in der Spielzeit 2016/17 in die 2. Wasserball-Liga Süd ab.
In der Saison 2021/22 konnte der SV Cannstatt die Meisterschaft in der 2. Liga Süd sowie den Süddeutschen Pokal gewinnen. Beim Aufstiegsturnier am 9./10. Juli 2022 in Plauen konnte sich die Mannschaft mit zwei Siegen gegen den SC Neustadt und Blau-Weiß Bochum den Aufstieg in die B-Gruppe der Wasserball Bundesliga sichern. Nach dem Wiederabstieg in der folgenden Spielzeit gelang in der Saison 2023/24 beim Relegationsturnier in Hamburg erneut der Aufstieg. Die Heimspiele trägt der SV Cannstatt seit September 2022 im Sportbad NeckarPark aus.

## Paraschwimmen
Die Para-Schwimmabteilung des SV Cannstatt wurde am 10. Februar 2004 in der Mombachgaststätte von neun aktiven Mitgliedern gegründet. Im Moment besteht die Abteilung aus 35 Personen mit den unterschiedlichsten Behinderungen.
Den größten Erfolg brachte Christina Ziegler mit einer Goldmedaille bei den Weltmeisterschaften 2006 in Durban/Südafrika und der Teilnahme an den Paralympics 2004 in Athen. Sie ist außerdem mehrfache Internationale deutsche Meisterin auf der Lang- und Kurzbahn, mehrfache Württembergische Meisterin sowie Landesmeisterin in Sachsen, Saarland, Nordrhein-Westfalen und Bayern. Sie stellte einen Weltrekord über 100 m Brust auf der Langbahn und den Weltrekord über 50 m und 100 m Brust auf der Kurzbahn auf.